# Bandeira da Bielorrússia
A bandeira da Bielorrússia foi adotada oficialmente em 7 de junho de 1995, após os resultados do plebiscito realizado no mês anterior. O desenho desta bandeira corresponde a uma modificação da bandeira que usou a República Socialista Soviética da Bielorrússia entre 1951 e 1991, ano em que se proclamou a independência da Bielorrússia e se estabeleceu uma bandeira. A bandeira independentista foi abolida em 1995, mas segue sendo usada por grupos opositores ao governo bielorrusso de Alexander Lukashenko, que consideram o plebiscito como ilegal.

## Desenho

Desenho da bandeira da Bielorrússia

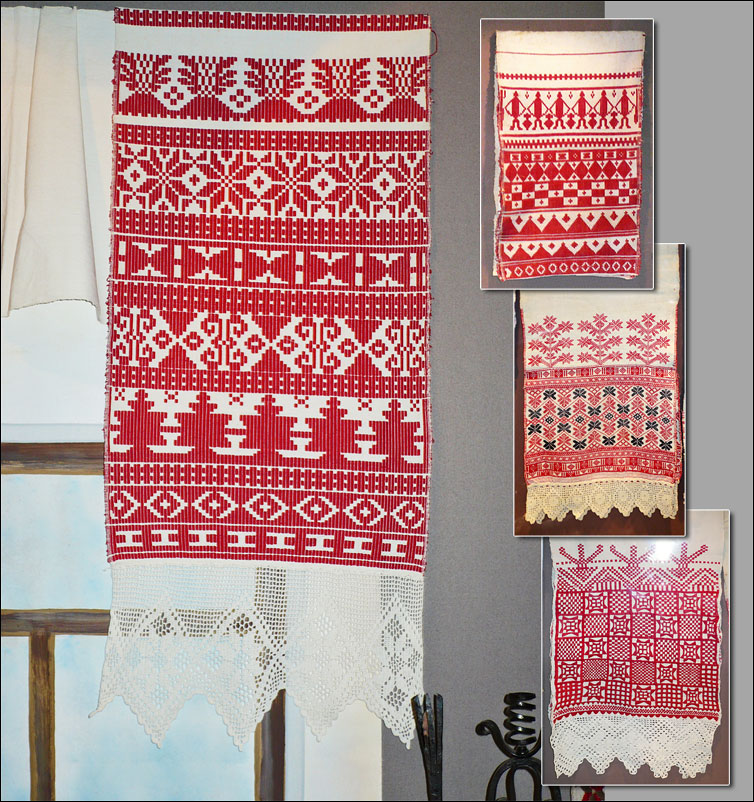
Vários rushniks e seus padrões decorativos geométricos

O site oficial da Presidência da Bielorrússia define o desenho da bandeira da seguinte forma:
A bandeira nacional da República da Bielorrússia, que é um símbolo da soberania do Estado, está composta por um pano retangular formado por duas faixas longitudinais: uma superior de cor vermelha e uma inferior de cor verde, correspondentes a dois terços e um terço da bandeira, respectivamente. Uma faixa vertical branca e com desenhos vermelhos decorativos bielorrussos ocupa um nono da longitude da bandeira e se localiza junto a haste. A proporção entre a altura e a largura da bandeira corresponde a 1:2. A bandeira deve ser fixada junto a uma haste pintada de cor dourado (ocre). :
A cor vermelha da bandeira representa o passado histórico do país, por ser a cor usado pelas milícias bielorrussas durante a batalha de Grunwald e do Exército Vermelho que combateu na Segunda Guerra Mundial. O verde representa o futuro esperançoso da Bielorrússia e aos bosques do país.

Detalhe do padrão decorativo rushnik vertical da bandeira da Bielorrússia

Junto à haste se encontra um desenho decorativo criado em 1917 por Matrena Markevich e que é usado para adornar flores e plantas. Este motivo é também tecido para umas faixas decorativas tradicionais conhecidas como "pas kontuszowy". Este símbolo representa a cultura do povo bielorrusso.

## História

### Primeira bandeira

1918; 1991-1995

Em março de 1918, a República Nacional Bielorrussa adoptou oficialmente como bandeira uma composta por um pano branco e uma faixa longitudinal central de cor vermelha. Este emblema, conhecido no bielorrusso como Бел-чырвона-белы сьцяг, se inspirava no brasão de armas do país (um cavaleiro branco sobre fundo vermelho) que aludia ao nome do país: Rússia Branca ou Rutenia Branca.
Há duas teorias para explicar a origem histórica desta bandeira: a primeira, é que o vermelho foi utilizado pelos russos brancos para diferenciar suas forças dos principados da Quieve e o de Moscou, e a outra é que, traz a batalha de Grunwald, na qual tropas aliadas bielorrussas, polonesas e lituanas derrotaram a Ordem Teutónica, um cavaleiro bielorrusso havia erguido uma faixa sangrada como símbolo da vitória.
Depois da anexação pela União Soviética em 1919, a bandeira foi usada pelo governo no exílio até 1925, mas com faixas negras em cima e abaixo da faixa vermelha.

### Bandeiras soviéticas

Bandeira da RSS da Bielorrússia (1951-1991)

Em 1919 se constituiu a República Socialista Soviética da Lituânia-Bielorrússia, que adoptou em 27 de fevereiro desse ano como bandeira um pano vermelho na proporção de 1:2. Esta bandeira foi usada até 27 de agosto desse mesmo ano quando as tropas da Alemanha, a Tríplice Entente, Polônia e Lituânia controlaram a totalidade do território como resultado da Primeira Guerra Mundial e a Guerra russo-polonesa.
Esse mesmo ano foi criada a RSS da Bielorrússia que utilizou a mesma bandeira de a RSS anterior, mas adicionando as siglas ССРБ (RSSB no alfabeto cirílico) em cor dourada sobre o canto. Em 1937 se adicionou a canto sobre as letras o símbolo da foice, e as letras (agora como БССР) mudaram sua tipografia. Esta mudança se manteve até os anos 1940 em que foram eliminadas a foice e o martelo, no entanto que as letras regressaram a sua tipografia antiga, e o canto foi marcado com uma borda dourada.
Em 25 de dezembro de 1951 foi adotada uma bandeira similar a atual. As únicas diferenças eram a inclusão do emblema da bandeira da União Soviética (a estrela vermelha junto a foice e o martelo) e que a borde decorada estava com o vermelho e branco invertido de como é utilizado na atualidade. Geralmente, o emblema no canto não era mostrado no verso da bandeira.

1919
1919 a 1937
1937 a 1940s
1940s a 1951

### Independência

Proposta de bandeira de 1995

Após a independência de Bielorrússia, en 1991, foi retomado como bandeira nacional o desenho vermelho e branco de 1918. O governo de Alexander Lukashenko tentou modificar a bandeira em 1993, mas não teve apoio parlamentar. Inobstante, em 1995 convocou um plebiscito em 14 de maio, no qual se debateu sobre o uso de uma nova bandeira e brasão de armas, a readoção do russo como idioma oficial e a integração econômica com a Federação Russa.
Lukashenko propôs uma bandeira de cor vermelha com faixas verdes delgadas como terminações nos extremos superiores e inferiores do pano. Finalmente, foi apresentada uma proposta baseada na bandeira do período soviético. Cerca de 64,7% dos bielorrussos participaram da votação, dos quais 75,1% dos votos aprovou a proposta, o mesmo que as outras consultas do referendo.
Não obstante, grupos opositores ainda levantam sérias dúvidas sobre a legalidade da votação. Segundo o site (desativado atualmente) Savva-la-belle: "o referendo foi inconstitucional e suas propostas foram apresentadas tendenciosamente." Por outro lado, o número de votos com que foi aprovado (equivalente a 48,6% do eleitorado) também tem provocado críticas. Segundo os opositores do governo, o projeto viola a Constituição, pois não havia sido aprovada pela maioria da população.
A oposição, que considera a bandeira atual como bandeira de facto por causa das irregularidades registradas durante o processo eleitoral, utiliza como símbolo a bandeira de 1918 durante seus protestos, o que tem provocado sua proibição pelo governo de Lukashenko. Segundo um informe das Nações Unidas em 2003, Lukashenko consideraria esta bandeira como símbolo do fascismo, devido a sua utilização por membros da BKA, um exército de voluntários que apoiaram as SS alemãs durante a Segunda Guerra Mundial.

## Outras bandeiras

Bandeira do governo bielorrusso no exílio (1919-1925)
Bandeira da Guarda da Fronteira
Estandarte presidencial